# Lynne Griffin
Lynne Griffin (Toronto, Ontario, 17 de septiembre de 1952) es una actriz canadiense. Es conocida por sus varios trabajos en cine, televisión y teatro, particularmente por sus apariciones en películas de terror, como Black Christmas (1974) y Curtains (1983), la comedia de Bob y Doug McKenzie, Strange Brew (1983), y por su papel recurrente en la serie, Wind at My Back (1996-2001).

## Primeros años
Griffin nació el 17 de septiembre de 1952 en Toronto, Ontario, siendo hija de Kay, una actriz, y de James Joseph Griffin, a un fotógrafo de modas y futbolista. Está casada con el también actor, Sean Sullivan.

## Filmografía

### Cine
| Año  | Título                    | Papel                 | Notas                       |
| ---- | ------------------------- | --------------------- | --------------------------- |
| 1974 | Black Christmas           | Clare Harrison        |                             |
| 1980 | Mr. Patman                | Monica                | Acreditada como Lyn Griffin |
| 1981 | The Amateur               | Sarah                 |                             |
| 1983 | Curtains                  | Patti O'Connor        |                             |
| 1983 | Strange Brew              | Pam Elsinore          |                             |
| 1985 | The Heavenly Kid          | Mesera                |                             |
| 1991 | True Identity             | Emilia                |                             |
| 2006 | One Way                   | Personaje desconocido |                             |
| 2011 | Dream House               | Sadie                 |                             |
| 2013 | Let's Rap                 | Rhoda Schnurr         | Cortometraje                |
| 2014 | True Man                  | Personaje desconocido | Cortometraje                |
| 2015 | 88                        | Hattie                |                             |
| 2021 | Spidermama                | Spidermama            | Cortometraje                |
| 2023 | Priscilla                 | Abuela «Dodger»       |                             |
| 2023 | Thanksgiving              | Abuela                |                             |
| 2024 | It's Me, Billy: Chapter 2 | Nancy                 | Cortometraje                |

### Doblaje
| Año  | Título                                     | Papel                         | Notas                                                    |
| ---- | ------------------------------------------ | ----------------------------- | -------------------------------------------------------- |
| 1998 | Noddy                                      | Miss Pink Cat / Martha Monkey |                                                          |
| 2012 | The Cat in the Hat Knows a Lot About That! | Personaje desconocido         | 1 episodio: «Manatees and Mermaids / The Last Chocolate» |

### Televisión
| Año       | Título                                         | Papel                         | Notas                                                            |
| --------- | ---------------------------------------------- | ----------------------------- | ---------------------------------------------------------------- |
| 1970      | Drop-In                                        | Copresentadora / Reportera    |                                                                  |
| 1971      | Police Surgeon                                 | Ella                          | 1 episodio: «The Importer»                                       |
| 1979      | The Great Detective                            | Amy Brown                     | 1 episodio: «Nightwalker of the Wards»                           |
| 1979      | Every Person Is Guilty                         | Personaje desconocido         | Telefilme                                                        |
| 1979-82   | The Littlest Hobo                              | Laura Bailey                  | 2 episodios                                                      |
| 1982      | The Taming of the Shrew                        | Bianca                        | Telefilme                                                        |
| 1985      | Comedy Factory                                 | Melba / Vicki Atkin           | 2 episodios                                                      |
| 1986      | Night Heat                                     | Carla                         | 1 episodios: «Dead to Rights»                                    |
| 1987      | I'll Take Manhattan                            | Candice Alexander             | Miniserie                                                        |
| 1988      | War of the Worlds                              | Amanda Burke                  | 1 episodio: «The Second Seal»                                    |
| 1988      | Hitting Home                                   | Karen Hughes                  | Telefilme                                                        |
| 1989      | Men                                            | Isabel                        | 1 episodio: «Thomas»                                             |
| 1992      | Picket Fences                                  | Karina Shaw                   | 1 episodio: «Remembering Rosemary»                               |
| 1993      | NYPD Blue                                      | Janice Bowman                 | 1 episodio: «From Hare to Eternity»                              |
| 1996      | Traders                                        | Isabelle Gordon               | 1 episodio: «Separation Anxiety»                                 |
| 1997      | Riverdale                                      | Alice                         |                                                                  |
| 1997      | ...First Do No Harm                            | Recepcionista de la clínica   | Telefilme                                                        |
| 1997-2001 | Wind at My Back                                | Callie Cramp / Mitzi Grenfell | Personaje recurrente; 31 episodios                               |
| 1999      | Storm of the Century                           | Jane Kingsbury                | Miniserie                                                        |
| 1999      | Dear America: So Far from Home                 | Aunt Nora                     | Cortometraje para televisión                                     |
| 1999      | A Touch of Hope                                | Enfermera Beatrice            | Telefilme                                                        |
| 2000      | A Taste of Shakespeare                         | Flute                         | 1 episodio: «A Midsummer Night's Dream»                          |
| 2000      | Harlan County War                              | Señora Yarborough             | Telefilme                                                        |
| 2001      | Earth: Final Conflict                          | Louise Jacobi                 | 1 episodio: «Lost Generation»                                    |
| 2001      | Jewel                                          | Nancy Tindle                  | Telefilme                                                        |
| 2003      | Odyssey 5                                      | Doctora Ellie Woodruff        | 1 episodio: «Fossil»                                             |
| 2003      | Sue Thomas: F.B.Eye                            | Beatrice Larkin               | 1 episodio: «The Hunter»                                         |
| 2003      | Do or Die                                      | Blanche, la chica de Henry    | Telefilme                                                        |
| 2003      | Bugs                                           | Médica forense                | Telefilme                                                        |
| 2003      | Shattered City: The Halifax Explosion          | Millicent Collins             | Telefilme                                                        |
| 2004      | Puppets Who Kill                               | Mujer #1                      | 1 episodio: «Prostitutes for Jesus»                              |
| 2004      | Murdoch Mysteries                              | Señora Wicken                 | 1 episodio: «Poor Tom is Cold»                                   |
| 2004      | ReGenesis                                      | Francis                       | 2 episodios                                                      |
| 2005      | An American Girl Adventure                     | Lady Templeton                | Telefilme                                                        |
| 2006      | Between Truth and Lies                         | Ruth Muhike                   | Telefilme                                                        |
| 2006      | Santa Baby                                     | Señora Claus                  | Telefilme                                                        |
| 2007      | True Crimes: The First 72 Hours                | Dorothy Ortiz                 | 1 episodio: «Bull's Eye»                                         |
| 2007      | 'Til Death Do Us Part                          | Señora Tyler                  | 1 episodio: «The In-Law Murders»                                 |
| 2007      | She Drives Me Crazy                            | Mabel                         | Telefilme                                                        |
| 2008      | Anne of Green Gables: A New Beginning          | Señora Bridgewater            | Telefilme                                                        |
| 2009      | Santa Baby 2: Christmas Maybe                  | Señora Claus                  | Telefilme                                                        |
| 2010      | Pure Pwnage                                    | Beverly                       | 1 episodio: «Jobs»                                               |
| 2010      | Happy Town                                     | Dot Meadows                   | 5 episodios                                                      |
| 2010      | Lost Girl                                      | Halima                        | 1 episodio: «Food for Thought»                                   |
| 2010      | When Love Is Not Enough: The Lois Wilson Story | Annie Smith                   | Telefilme                                                        |
| 2011      | XIII: The Series                               | Maureen Dirkin                | 1 episodio: «The Irish Version»                                  |
| 2011      | Michael: Tuesdays & Thursdays                  | Señora Bronfman               | 4 episodios                                                      |
| 2012      | Warehouse 13                                   | Doctora Nina Golden           | 1 episodio: «There's Always a Downside»                          |
| 2013      | Call Me Fitz                                   | Jueza Joyce                   | 1 episodio: «Alice Doesn't Live Here, Anymore»                   |
| 2013      | Fir Crazy                                      | Betty                         | Telefilme                                                        |
| 2014      | Remedy                                         | Helga Knorpf                  | 1 episodio: «The Little Things»                                  |
| 2014      | Murdoch Mysteries                              | Señora Dewar                  | 1 episodio: «The Murdoch Appreciation Society»                   |
| 2015      | Odd Squad                                      | Señora Mac                    | 1 episodio: «Dance Like Nobody's Watching / Recipe for Disaster» |
| 2017-18   | Dot.                                           | Nana                          | 2 episodios                                                      |
| 2020      | The Boys                                       | Lois                          | Episodio: «We Gotta Go Now»                                      |
| 2022      | Workin' Moms                                   | Beverly Berner                | Episodio: «The Scary Thing»                                      |

### Teatro
- Stratford Shakespeare Festival[5]
- Shaw Festival[5]
- 2002: Resurgence Theatre Company - Romeo and Juliet, The Tempest

## Premios
En 1980, fue nominada a un premio Genie en la categoría a «Mejor interpretación de una actriz (no largometraje)», gracias a su papel en Every Person is Guilty.